# Моше Ісерлес

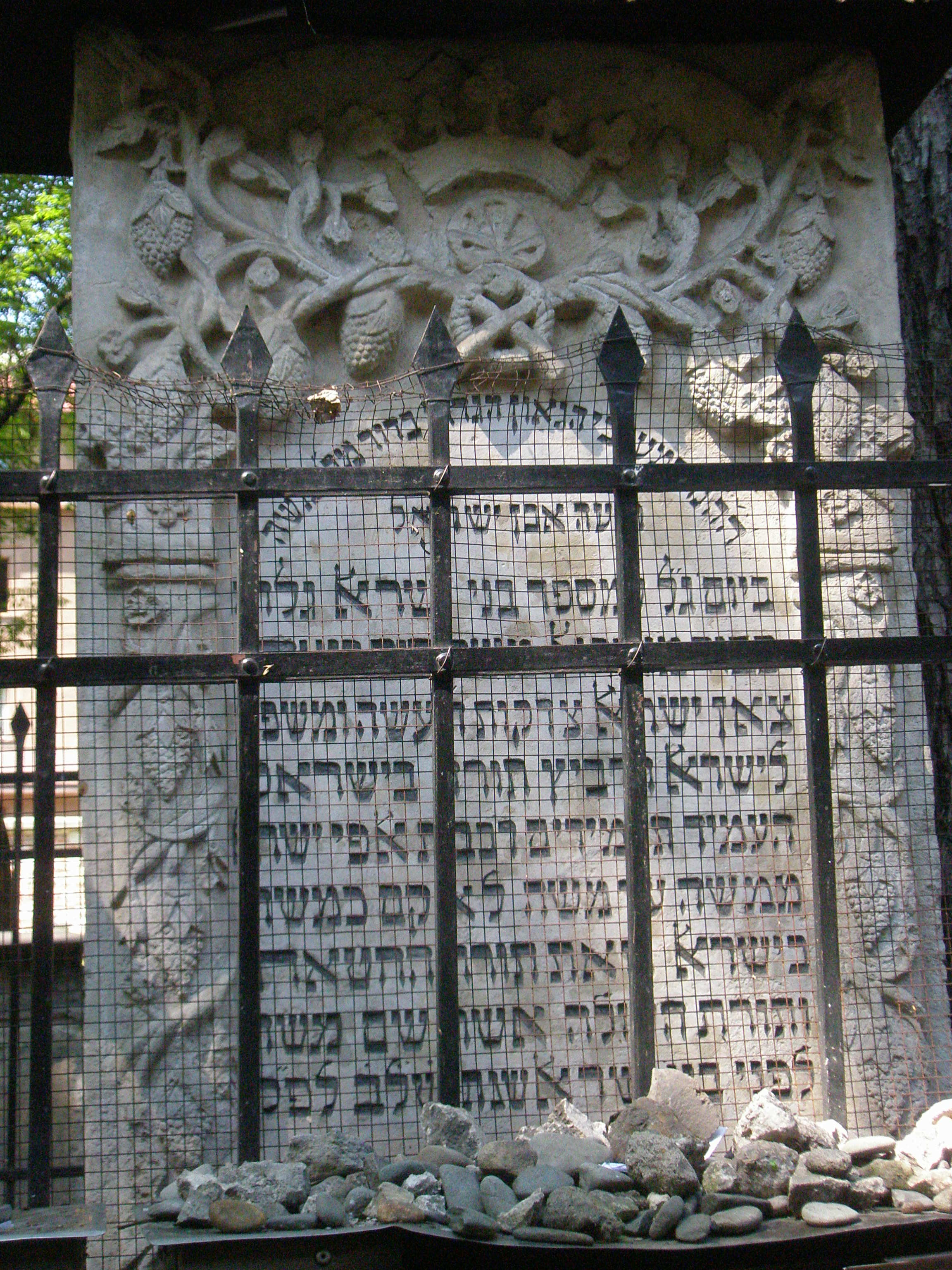
Надгробок Моше Ісерлеса на в Кракові

Моше бен Ізраель Ісерлес (їд. משה יסערלעס, пол. Mojżesz Isserles), якого найчастіше називають Рему; 1510 або між 1525—1530 — 1 травня 1572, Краків — польський рабин, талмудист, правознавець та філософ. Двоюрідний брат Шломо Лурії.

## Біографія
Народився у Кракові 1510 року (за іншими даними між 1525—1530 роками) в родині відомого талмудиста, старійшини єврейської громади Ізраеля бен Йосефа, фундатора краківської синагоги, відомої як божниця Рему.
1542 року після смерті Моше Фішля став рабином Кракова; це призначення підтвердили король Сигізмунд I Старий та краківський воєвода Пйотр Кміта-Собенський В юності Ісерлес став визнаним знавцем равіністичного закону і у віці 33 років був призначений членом єврейського духовного суду Кракова.
Головна його праця — Маппа (Скатертина), збірка галахічних глос та постанов, наступних ашкеназької традиції (традиції німецького єврейства), став доповненням до кодексу Шулхан арух Йосипа Каро, заснованому на сефардській традиції (традиції іспанського єврейства). Перу Ісерлеса належить коментар Дархе Моше до найбільш раннього зводу талмудичних законів Арбаа Турим, респонси (роз'яснення та рішення з питань єврейського права у відповідь на запити громад і окремих осіб) і ряд філософських творів.
Помер 1 травня 1572 року в рідному місті.

## Праці
- «Мхір яін» («Ціна вина», 1559) — гомілетичне і філософське тлумачення книги Есфір;
- «Торат ха-‘ола» («Вчення про жертву всеспалення», 1570) — філософські коментарі до «Море невухім» («Наставник тих, хто вагається») Маймоніда;
- «Ієсодей сіфрей ха-кабала» («Основи книг кабали») — не збереглась;
- Коментар до книги Зохар і до агадичних передань Талмуду — не збереглись.[4]